# Fluttering Hearts
Fluttering Hearts é um curta-metragem mudo norte-americano de 1927, do gênero comédia, com Charley Chase, Oliver Hardy e Eugene Pallette. Foi dirigido por James Parrott.

## Elenco
- Charley Chase - Charley
- Martha Sleeper - Filha
- Oliver Hardy - Big Bill
- William Burress - Pai
- Eugene Pallette - Policial de moto
- Kay Deslys - Garota de Big Bill
- May Wallace - Mãe
- Charlie Hall - Homem debaixo do carro